# 小行星9769
小行星9769（英語：9769 Nautilus）是一颗围绕太阳公转的小行星。1993年2月24日，A. Natori、浦田武在清水町发现了此天体。
这颗小行星的绝对星等为47.32433303177794等。小行星1640以法國小說家儒勒·凡爾納的科幻小說《海底兩萬里》的潛艦鸚鵡螺號潛艇命名。